# 國酒を愛する議員の会
國酒を愛する議員の会（こくしゅをあいするぎいんのかい）とは、日本酒、本格焼酎・泡盛、みりん等、日本の誇る伝統的な麹文化から生まれた「國酒」を愛する自由民主党所属議員を中心として発足した議員連盟。2013年（平成25年）3月7日発足。

## 概要
日本酒が國酒であることの周知に努め、伝統文化における日本酒の位置づけを情報発信するとともに、国をあげて進められている、日本産の酒類の輸出促進を牽引するメンバーで構成されている。また、文化庁は2023年、日本酒や焼酎、泡盛といった日本の「伝統的酒造り」を、昨年度に続いてユネスコの無形文化遺産に提案することを決めるなど、国内外における日本酒の知名度向上の後押しともなっている。

## 構成メンバー

### 役員

#### 会長
- 野田聖子

#### 副会長
- 金田勝年

#### 幹事長
- 小渕優子

#### 幹事長代理
- 井上信治

#### 事務局長
- 宮本周司

#### 会員議員
- 堀内詔子
- 石井正弘

- 岩井茂樹
- 大串正樹
- 大野泰正
- 鬼木誠
- 小島敏文
- 左藤章
- 中村裕之
- 務台俊介
- 山田賢司

その他